# Amazonia: Live in the Jungle
Amazonia: Live in the Jungle es un DVD en vivo de la banda de hard rock Scorpions, grabado en la ciudad brasileña de Recife el 7 de diciembre de 2008, ante un lleno total de 40 000 personas. Además contiene parte de la actuación dada en Manaus el 9 de agosto de 2007.

## Antecedentes
Durante la gira Humanity World Tour (2007-2009), la organización ambiental Greenpeace contactó a Scorpions para participar en el llamado de atención a la humanidad sobre la deforestación de la jungla de la Amazonia que según la ONG para el año 2050, solo sería un recuerdo con consecuencias devastadoras. Por ello la banda se presentó en las ciudades próximas al río Amazonas, como Manaus, Recife y Belém durante el año 2008 tocando para 200 000 personas en total.
Respecto a esto el vocalista Klaus Meine dijo:

"Debido al increíble éxito regresamos a Manaus en 2008, pero también tocamos en Rio, Sao Paulo y Recife de nuevo. Durante el show en Belém aceptamos la invitación de Greenpeace para participar en un vuelo de tres horas por la selva con el fin de obtener una imagen de la destrucción de procedimiento (un área dos veces el tamaño de Alemania ha sido destruido por el fuego hasta el momento). Deseamos de todo corazón el apoyo de Greenpeace, con grandes pancartas diciendo "Alto a la deforestación" en estos programas y parte de los ingresos de este DVD en consecuencia se le dará a esta organización que está comprometida en tantas partes del mundo."

Además el DVD cuenta con el documental realizado por Greenpeace y Scorpions a cerca de la deforestación de la jungla. Las ventas de este DVD realizadas en Brasil como en México, serán destinadas a la organización en Brasil en apoyo a la lucha contra la destrucción del "pulmón verde" del planeta.

## El Show
El espectáculo contó con la presentación de artistas brasileños, como percusionistas y coristas. En su primera parte el show contó con la potencia del heavy metal propia de la banda y en su segunda parte con la actuación de los artistas ya mencionados para interpretar canciones como «Holiday», «Wind of Change» y el cover de Kansas «Dust in the Wind», fueron parte del show electroacústico. Además como artista invitado está el guitarrista de Sepultura, Andreas Kisser.
Klaus respecto a la participación de músicos brasileños mencionó:

"Durante la gira de 2008 tuvimos el placer de tocar con músicos invitados de Brasil. Fue una experiencia maravillosa y ha demostrado muy bien cómo la música construye puentes y atrae a personas de diferentes culturas."

## Lista de canciones
A continuación el listado de canciones de las presentaciones en Manaus y Recife.

| N.º | Título                                      | Escritor(es)                      | Duración |  |
| 1.  | «Hour I»                                    | Schenker,Child,Michael, John 5    |          |  |
| 2.  | «Coming Home»                               | Schenker,Meine                    |          |  |
| 3.  | «Bad Boys Running Wild»                     | Schenker,Meine,Rarebell           |          |  |
| 4.  | «No Pain No Gain»                           | Schenker,Meine, Mark Hudson       |          |  |
| 5.  | «Always Somewhere» (con músicos brasileños) | Schenker,Meine                    |          |  |
| 6.  | «Holiday» (con músicos brasileños)          | Schenker,Meine                    |          |  |
| 7.  | «Dust in the Wind» (con músicos brasileños) | Kerry Livgreen                    |          |  |
| 8.  | «Wind of Change» (con músicos brasileños)   | Meine                             |          |  |
| 9.  | «321»                                       | Schenker,Child,Frederiksen,Page   |          |  |
| 10. | «Blackout»                                  | Schenker,Meine,Rarebell,Kittelsen |          |  |
| 11. | «Big City Nights»                           | Schenker,Meine                    |          |  |
| 12. | «Still Loving You» (con Andreas Kisser)     | Schenker,Meine                    |          |  |
| 13. | «Rock You Like a Hurricane»                 | Schenker,Meine,Rarebell           |          |  |

Bonus Programa Manaus

| N.º | Título                | Escritor(es)                     | Duración |  |
| 1.  | «Hour I»              | Schenker,Child,Michael,John 5    |          |  |
| 2.  | «Love'em Or Leave'em» | Schenker,Meine,Kottak            |          |  |
| 3.  | «Make It Real»        | Schenker,Rarebell                |          |  |
| 4.  | «Tease Me Please Me»  | Meine,Rarebell,Jabs,Vallance     |          |  |
| 5.  | «Humanity»            | Meine,Child,Frederiksen,Bazilian |          |  |

Bonus Documental

| N.º | Título                           | Duración |  |
| 1.  | «Amazonia-Greenpeace Documental» |          |  |

## Miembros
- Klaus Meine: voz
- Rudolf Schenker: guitarra rítmica
- Matthias Jabs: guitarra líder
- Pawel Maciwoda: bajo
- James Kottak: batería